# 大崎熊雄
大崎 熊雄（おおさき くまお、1884年 - 1939年4月25日）は、将棋棋士。贈九段。当初は関根金次郎十三世名人門下であったが、後に井上義雄八段門下に転じる。高知県高知市出身。本名は大崎熊吉。

## 経歴
若い頃には坂本龍馬を尊敬し、政治家を志したこともあるという。
日露戦争に従軍し旅順包囲軍に参加。奉天での戦いで負傷に依り右腕の自由を失う。帰還した後に将棋界に入り、1917年に七段になる。
『国民新聞』『時事新報』の将棋欄を担当する一方で、持ち前の交渉力により地方新聞社の将棋を十何紙引き受けていたという。新聞社側には「大崎に捻じ込まれてはかなわぬ」と悲鳴を上げる向きもあったという。「将棋界のため」が説得の口癖であったとされる。また菅谷北斗星、倉島竹二郎を観戦記者として引き立ててもいる。
棋界の顔役となった大崎は、「将棋研究会」を主催し、一方の雄として関根、井上、土居市太郎、坂田三吉らと勢力を競った。
1921年、小野五平名人が死去し、関根が名人を襲位する。やがて棋界の統一の気運が高まり、1924年、関根の東京将棋倶楽部・土居の将棋同盟社と将棋研究会との三派の合同が実現した。この時、大崎の手腕が大きかったという。功績を認められて八段に昇る（木見金治郎、金易二郎、花田長太郎も同時に昇段）。この直後に坂田が関西で名人を僭称することになるが、格下とみなしていた大崎らの八段昇段に不満があったためだともいう。
これまで実力者がそれぞれ受け持ってきた地方将棋の将棋欄を連盟の統制下に一本化しようとする動きを木村義雄が推進したとき、大崎は激怒して木村に抗議したが、「将棋界のため」という、大崎のお株を奪う木村の説得を受けて納得し、それ以降は率先してこれに協力したとされる。
1935年、関根が名人からの勇退と実力制名人制の導入を宣言。それを受けて実施された1936年の第1期名人決定大棋戦に出場するが、途中病気のため棄権休場する。当初の対局日に二・二六事件が勃発したためその日の対局は中止になったが、大崎は高血圧の体調不良にもかかわらず、将棋指しは将棋を指すのが本分とし、あくまで対局の続行を主張した。対局が中止になった後も一部の軍人が軍人勅諭に背いて高橋是清らの重臣殺害を実行したことへの義憤のあまり涙を流したという。
1939年に死去。当時の「将棋大成会」の会葬となった。
1964年11月3日、日本将棋連盟が「文化の日」に合わせて、神田辰之助とともに、九段を追贈。

## 人物
倉島によると毀誉褒貶のある人物であったというが、政治的手腕や大局的なものの見かたなどでは他の棋士の追従を許さなかったという。また、居住していた市川においては、町長も警察署長も大崎に頭が上がらず、暴力団の親分からも一目置かれていたともいう。よく知られた逸話として、1923年、関東大震災が起きたとき、金易二郎と対局中であったが、泰然自若としていたためさすが大崎と評判となった。しかし、実際はその時は腰が抜けていただけだったという本人の述懐がある。

## 弟子
| 名前       | 四段昇段日 | 段位、主な活躍 |
| ---------- | ---------- | -------------- |
| 飯塚勘一郎 | 1918年     | 八段           |
| 平野信助   | 1918年     | 贈七段         |
| 志沢春吉   | 1929年     | 追贈八段       |
| 市川一郎   | 1930年     | 八段           |
| 鈴木禎一   | 1933年     | 五段           |
| 藤川義夫   | 1941年     | 七段           |